# NGC 7485
NGC 7485 est une galaxie lenticulaire située dans la constellation de Pégase. Sa vitesse par rapport au fond diffus cosmologique est de 5 402 ± 29 km/s, ce qui correspond à une distance de Hubble de 79,7 ± 5,6 Mpc (∼260 millions d'al). NGC 7485 a été découverte par l'astronome britannique John Herschel le 18 septembre 1828.
Selon la base de données Simbad, NGC 7485 est une candidate au titre de  galaxie à noyau actif.
NGC 7485 est une radiogalaxie détectée par le radiotélescope à une longueur d'onde de 4,87 GHz et dont la densité de flux est supérieure à 25 mJy.

## Supernova
La supernova SN 2011gu a été découverte dans NGC 7485 le 14 octobre 2011 par Fabio Martinelli, Riccrdo Mancini et Fabio Briganti du groupe ISSP (Italian Supernovae Search Project). Cette supernova était de type Ia et sa magnitude au moment de sa découverte était de 18.